# Episodi di Channel Zero (quarta stagione)
La quarta stagione della serie televisiva Channel Zero, dal titolo The Dream Door e composta da 6 episodi, è stata trasmessa in prima visione negli Stati Uniti da Syfy dal 26 ottobre al 31 ottobre 2018.
Tutti i sei episodi sono stati diretti da Evan Louis Katz.
| nº | Titolo originale               | Titolo italiano               | Pubblicazione negli USA | Prima TV Italia |
| -- | ------------------------------ | ----------------------------- | ----------------------- | --------------- |
| 1  | Ashes on My Pillow             | Ceneri sul mio cuscino        | 26 ottobre 2018         |                 |
| 2  | Where Did You Sleep Last Night | Dove hai dormito ieri notte   | 27 ottobre 2018         |                 |
| 3  | Love Hurts                     | L'amore fa male               | 28 ottobre 2018         |                 |
| 4  | Bizarre Love Triangle          | Un bizzarro triangolo amoroso | 29 ottobre 2018         |                 |
| 5  | You Belong to Me               | Sei parte di me               | 30 ottobre 2018         |                 |
| 6  | Two of Us                      | Siamo in due                  | 31 ottobre 2018         |                 |

## Ceneri sul mio cuscino
- Titolo originale: Ashes on My Pillow
- Diretto da: Evan Louis Katz
- Scritto da: Nick Antosca

## Dove hai dormito ieri notte
- Titolo originale: Where Did You Sleep Last Night
- Diretto da: Evan Louis Katz
- Scritto da: Alexandra Pechman, Nick Antosca